# 2022년 이와테현 해역 지진
2022년 이와테현 해역 지진은 2022년 3월 18일 일본 이와테현 해역에서 일어난 지진이다. 규모는 M5.6이다. 후쿠시마현 해역 지진으로부터 이틀 후에 일어났다.

## 진도
진도4 이상(일본 기상청 진도 계급)을 관측한 지역은 다음과 같다.
| 진도 | 도도부현   | 시구정촌                            |
| ---- | ---------- | ----------------------------------- |
| 5강  | 이와테현   | 노다촌                              |
| 5약  | 이와테현   | 후다이촌                            |
| 4    | 아오모리현 | 하치노헤시                          |
| 4    | 이와테현   | 미야코시 구지시 구노헤촌 이치노헤정 |

## 피해
일본 소방청 집계 기준 노다촌에서 주택 1채가 일부 파손되는 피해가 있었고, 이와테 현도 제273호선 아쓰카타마가와선 일부 구간에 산사태가 발생해 통행이 잠시 막히는 피해가 발생했다.

## 같이 보기
- 2022년 지진
- 일본의 지진 목록